# Innfjorden
Innfjorden este o localitate din comuna Rauma, provincia Møre og Romsdal, Norvegia, cu o suprafață de 0,31 km² și o populație de 283 locuitori (2013).